# 全日本学生自治会総連合
全日本学生自治会総連合（ぜんにほんがくせいじちかいそうれんごう、英語: All-Japan Federation of Students' Self-Governing Associations, Zengakuren、略称：全学連）は、1948年に145大学の学生自治会で結成された、日本の学生自治会の連合組織。
日本共産党系の民青系と、新左翼党派の各学生組織系との組織分裂により、1970年代以降は学生運動の指導的地位にあるとは言えない状況となり、1999年以降は5つの団体がそれぞれ全学連を自称したが、現在では一部の団体は活動停止中である。

## 概要
1948年に145大学の学生自治会で結成され、当初は日本共産党の強い影響下にあった。しかし1955年以降は日本共産党への批判派（新左翼）が主流派となった。1960年代には安保闘争などで激しい学生運動を展開したが、その過程で組織が分裂し、1970年代以降は学生運動の指導的地位にあるとは言えない状況にある。
1999年には以下5団体がそれぞれ「全学連」を自称するが、現在は一部は既に活動を停止まはた休止している。民青系全学連を除いた各全学連は、自団体を「全学連（○○委員長）」と委員長名の併記により区別するのが通例であるが、ここでは便宜上、上部または関連組織に「系」を付けて記載する。また加盟学生自治会は大学からの公認非公認は問わない。
- 日本共産党（民青）系 - 活動休止中（2021年現在）[6]
- 革マル派系 - 加盟 13大学14自治会（2017年現在）[7]
- 中核派系 - 加盟 5大学5自治会（2017年現在）[7]
- 革労協（現代社派）系 - 加盟学生自治会なし（2017年現在）[7]
- 革労協（赤砦社派）系- 加盟学生自治会なし（2017年現在）[7]

## 日本共産党系
日本共産党・日本民主青年同盟（民青）系とされる全学連で、本部は2014年時点では東京都国分寺市にある。かつては国立市にあった。
2012年5月時点で、実際に同全学連の活動に参加している学生自治会のある大学は8である。
2010年代半ば以降、活動を休止しているとされる。以前の公式サイトは消失しており、公式ブログは2015年10月、公式ツイッターアカウントは2016年4月の更新が最後である。以前から同全学連や全国大学院生協議会と連携している「奨学金の会」のサイトには、全学連中央執行委員長を「奨学金の会」の副会長としている旨の記載がされているが、サイトの最終更新日は2018年5月である。
公式ブログおよびツイッターにて「自分たちのみが正当な全学連であり、他団体は勝手に全学連を名乗っているに過ぎない」とする立場を表明している。
2017年に週刊ダイヤモンド編集部が中核派全学連委員長へ取材した際、同席した中核派メンバーは、実態をもって学生運動をしている全学連の中に日本共産党系もあると表明した上で、「共産党もシールズ（SEALDs：自由と民主主義のための学生緊急行動）が出てきて以降、全学連とは名乗らなくなりました」との見解を示した。なお、シールズ結成（2015年5月）の後になる2016年2月に、全学連第67回定期全国大会が実施されている。
執行役員出身の著名な人物としては、笠井亮（衆議院議員）、小池晃（参議院議員、医師、日本共産党中央委員会書記局長）、松竹伸幸（ジャーナリスト、かもがわ出版編集主幹）、紙屋高雪（漫画評論家、國本依伸(弁護士)）などがいる。

### 活動内容
機関紙は「そがく（祖国と学問のために）」（月刊）。一度廃刊となったが、2012年にはコピー機で印刷している。印刷部数はおよそ1000部、定期購読部数は150部以下となっている。そのほかに「全学連新聞」を発行。
2007年より京都府学連を中心として「学費ゼロネット」運動を展開したが、2011年時点で東京・千葉・新潟・愛知・大阪・京都・兵庫・福岡の八都府県に拡大し、同年長野県議会と京都市議会に提出した意見書が可決されている
1990年代後半には、当時の全学連副委員長だった坂井希などを中心に「就職難に泣き寝入りしない女子学生の会」が結成され、各地で「リクルートスーツパレード」と呼ばれるデモを行なっていた。

### 加盟自治会数
2012年3月時点の公式サイトでは、加盟学生自治会の数を170としていた。なお、2012年5月現在で実際に同全学連の活動に参加している学生自治会のある大学は8であった。
2012年6月には、同全学連の屋台骨ともいわれていた東京大学教養学部学生自治会が脱退を決議した。同自治会は脱退の理由として共産党および全学連による不当な介入があったこと、全学連の運動観が一面的であり学生の意識を反映していないことなどをあげ、その上で自治会連合体としての実態を失った全学連に分担金を支払うことはできないとした。これが民青系全学連にとどめを刺したと見る向きもある。
また、立命館大学法学部自治会は、2013年6月19日に開会された2013年度法学部定期学生大会において、「全日本学生自治会総連合および京都府学生自治連合脱退に関する特別決議案」を賛成多数によって決議し、脱退した。
2023年1月には、京都大学法学部学生自治会が民青系全学連からの脱退を公表した。2022年12月の学生投票により賛成多数で民青系全学連からの脱退を決定しており、中央執行委員会に脱退の確認を要請したが回答がなかったこと、そのため脱退が承認されたものと見なして脱退とする旨を公表している。

### 加盟自治会の分担金
加盟自治会は、加盟分担金を全学連に払うことになっているが、履行しない自治会が多い。
2011年ごろの東京大学教養学部学生自治会（教養学部前期課程の学生より構成され、教養学部後期課程の学生は含まれない）の加盟分担金は、全学連加盟分担金合計の約4割を占めることとなった。

### 地方組織
2012年ごろには、東京都学生自治会連合（都学連）、京都府学生自治会連合、愛知県学生自治会連合等があり、都学連には東京学芸大学・東京農工大学が、京都府学連には立命館大学や京都市立看護短期大学など、愛知県学連は日本福祉大学や名古屋大学などの自治会が加盟していた。京都府学生自治会連合は2014年に活動を休止している。愛知県学生自治会連合は、2016年12月まで公式twitterの更新をしていたほか、2016年12月には愛知県議会に対して給付型奨学金制度の導入に関する請願活動を行っていた。2018年現在では、前記3地方組織のHPは閉鎖されているか、更新が途絶えている。

## 革マル派系

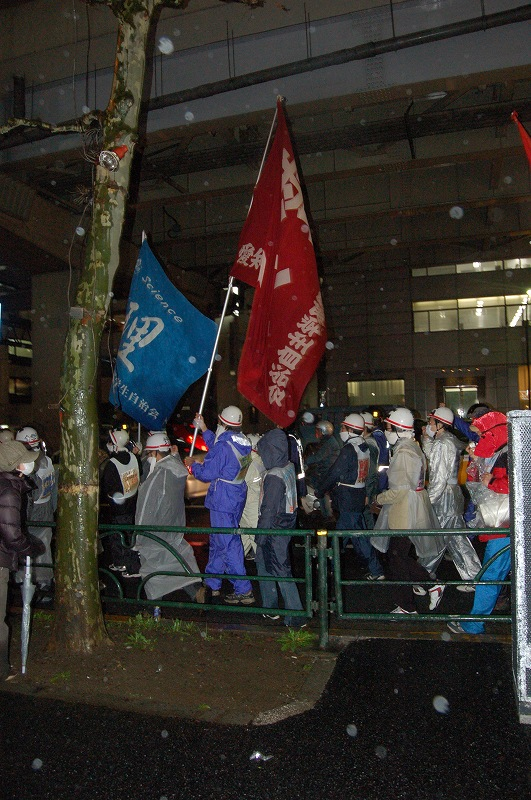
デモを行う革マル派全学連活動家

革マル派系とされる全学連である。連絡先は創造社（現代文学の社団ではない）。2017年現在13大学14自治会が加盟（2016年時点で14大学15自治会）。
拠点校・自治会は2005年時点で北海道大学農（非公認）、北教大旭川全学（公認）、帯畜大全学（非公認）、国学院大全学（公認）、早大社学（非公認）・商（非公認）・一文（非公認）・二文（非公認）、津田塾全学（公認）、学習院、横国経済（非公認）、愛知大豊橋昼間（非公認）、名大理（非公認）、金沢大教養（非公認）・教育・文（公認）、大経大Ⅰ部・Ⅱ部全学、奈良女全学（公認）、鹿児島大共通教育（非公認）、琉大全学（公認）、沖国大全学（公認）の16大学（公認/非公認は2007年時点のもの）。2007年時点で、代理徴収制度によって國學院大學（約1500万円）や愛知大学（約800万円）ほどの自治会費を徴収していた。
しかし後述する大阪経済大学での自治会非公認後、自治会費のうち約70万円が使途不明金となっていることが発覚した。このように過激派の資金源になるという事情から、学内管理の強化に取り組む大学側が徴収制度を廃止、任意支払いを周知徹底したことにより、学生自治会の納入率は年々と低下している。
傘下には、首都圏全学連、北海道・北信越・東海・関西・九州地方の各共闘会議と沖縄県学連を持つ。
長年、革マル派の拠点校とされた早稲田大学（商学部、社会科学部）では、1990年代から2000年代前半に革マル派と同派の影響力を排除しようとする大学当局との間で激しい対立が続いた。その中で、同全学連の加盟自治会であった商学部自治会が1995年7月に、社会科学部自治会は2005年3月に早稲田大学から公認を取り消された。
同全学連の活動家は、「全学連フラクション (ZF)」に組織され、さらに5年以上ZFで活動したものはマル学同革マル派への加盟が認められることが多い。5年というのはあくまで目安であり、実際にはそれより早くマル学同員となるものも、5年以上活動してもマル学同員になれないものもいる。
学生活動家は同派が借り上げる拠点大学周辺の集合住宅に協働で居住することがあり、2006年には同派が町田市に2億7千万円をかけて鉄筋コンクリート地上6階地下1階建ての居住施設を建設し首都圏の学生活動家を住まわせている。
新歓行事を通じてオルグした新入生を集めて「学生マーチ」と称する集会を行うことが恒例となっている。

### 2010年代以降の動向
2010年、早稲田大学において社学自治会を中心に「学費値上げ反対」の署名活動を展開、6月に大学当局に要請文を提出した。
2011年9月、加盟自治会に対して代理徴収した自治会費を支払うことを拒否していた大学を、「学生自治・サークル活動を破壊するもの」として批判する緊急声明を発表、同10月より大学に対して自治会費支払いを求める抗議行動を行った。
2016年7月、フランス核実験50周年に際して「全学連タヒチ派遣団」を仏領タヒチへ派遣した。

## 中核派系

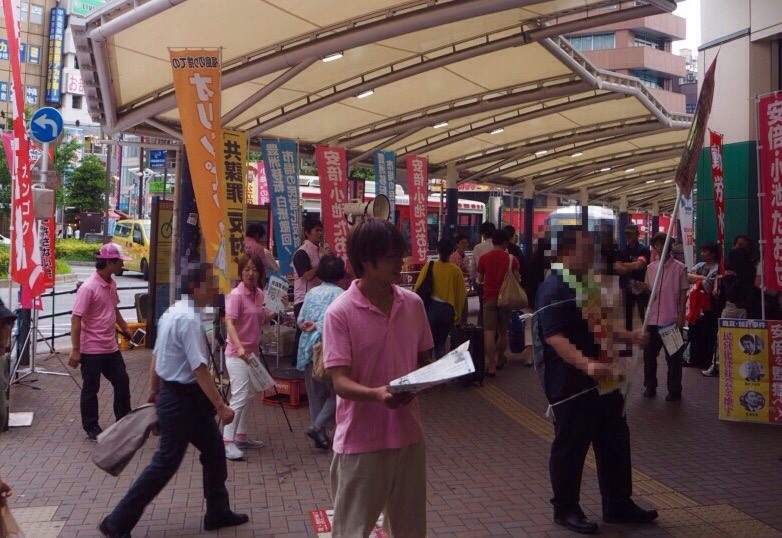
選挙運動をする中核派全学連活動家

中核派系とされる全学連である。2017年現在5大学5自治会が加盟。
拠点校・自治会は2005年時点で東北大全学、法大経営Ⅱ部教養、富大全学、京大農、広大全学、九大学友会の6大学（いずれも2007年時点で非公認）。
また、2008年時点で山形大学、弘前大学、秋田大学、新潟大学、大阪市立大学などでも活動を展開していたほか、京都大学熊野寮自治会に大きな影響力をもち、東北大学有朋寮と山形大学学寮の自治会を掌握していた。
同派系全学連公式サイトによれば、沖縄大学にも同派系の学生自治会がある（大学側の公認非公認は不明）。
京都大学では2012年以降、それまで存在が形骸化していた「同学会」を同学会規約を参考にした選挙によって再興したとしている（この「同学会」については、京都大学は公認団体である同学会とは一切関係ない組織と断定している）。
2018年選出の委員長は東京大学教養学部の学生であるが、東京大学教養学部学生自治会は全学連に加盟していない。
2017年に週刊ダイヤモンド編集部が中核派全学連委員長へ取材した際、同席した中核派メンバーは、全学連は、共産党・中核派・革マル派と解放派に2つの計5団体あること、実際に学生運動をしているのは共産党・中核派・革マル派の各全学連である旨を回答している。

### 2010年代以降の動向
2010年1月、上部団体と共闘関係にある韓国・全国民主労働組合総連盟（民主労総）主催の全国労働者大会に全学連活動家が派遣された。同年、法政大学ではのべ24人が逮捕（この時点でのべ112人逮捕）、富山大学では自治寮改修工事反対のビラを配布していた2名が逮捕。
2011年3月、アメリカ合衆国カリフォルニア州における学費値上げに反対するストライキに学生活動家を派遣したほか、6月には上部団体と共闘関係にあるブラジルのコンルータス（全国闘争連盟）大会に織田委員長を派遣した。同年、法政大学では入試情宣で6人が逮捕。2011年9月には齋藤郁真が委員長に就任し、以降7年ほど勤めた。
2012年、京都大学で既存の自治会であり表立った活動をしていなかった京都大学全学自治会同学会の掌握に乗り出し、同学会役員の意向を無視する形で役員選挙を実施、同学会を「再建」したと宣伝した。これに先立ってマル学同中核派京大支部は学生自治会権力の確立を訴え、また同学会「再建」直後にも大々的なアピールを行っている。京大当局は6月22日付で「告示第5号」を発し、選挙方法に疑義があるとして再建同学会を交渉相手とすることを拒否したが、『前進』紙上で「当局が選挙の無効を絶叫していることこそが選挙の勝利の地平だ」と主張、7月6日には再建同学会はキャンパス内にて集会を開き再建を宣言した。
2012年の「定期全国大会（議案）」では、法政大学、東北大学、福島大学、京都大学での「活動」が記載された。同年11月、東北大学にて全国の学生活動家を結集させ東北電力への抗議集会を実施、そのまま大学キャンパスに居座って自治会選挙を実施し自治会が「多数の信任を受けた」とアピールした。また同年より京大・東北大に続く獲得目標として広島大学自治会の建設を訴え、2013年7月5日に自治会選挙を行い自治会を再建したとアピールした。広島大学は7月25日に「『広島大学学生自治会』について」と題する文章を発し、無関係な大学が介入した選挙であり公認しないことを表明した。
2013年より沖縄大学での自治会再建を強く主張し、2014年には沖縄大学で学生自治会が「再建」した。2014年11月、京都大学構内で京都大学同学会の演説を見ていた京都府警の警察官を取り押さえ、大学当局に引き渡す事件が発生。
2015年10月、京都大学において京都大学同学会と全学連活動家が吉田南1号館のバリケードストライキを行い、2016年2月に活動家6名が逮捕。全学連と京大同学会中執は反戦ストライキが成功裏に終わったと大々的に発表したが、一般学生からは迷惑という声が上がったほか、報道などではバリケードストライキという形態への時代錯誤性も指摘された。京都大学は4名の活動家に無期停学処分を下した。
2016年の第77回大会において、警視庁公安部が参加者への暴力的な参加妨害行為を行ったとして、告訴・国家賠償訴訟を行った。2021年に東京地裁は東京都に計120万円の支払いを命じた。2022年に東京高裁は警察官の行為は「適法だった」として1審東京地裁判決を取り消し、原告側の請求を棄却した。2023年9月20日に最高裁が原告側の上告を棄却し、原告側の敗訴とした2審判決が確定した。
一連の法政大学での中核派系全学連排除策動とそれへの反対運動においては、2017年6月時点でのべ126人が逮捕されている。
2018年9月には、東京大学教養学部2年の高原恭平(21歳)が就任した。同時に就任する副委員長（22歳、就任時点で停学処分中）と書記長（19歳）は、京都大学の学生である（すべて2018年9月時点）。
2019年4月21日の統一地方選挙・杉並区議選に、全学連救援対策部の洞口朋子が「都政を革新する会」から出馬し、得票数3,275票で当選する。
2021年3月8日、高原は委員長から解任された。3月15日には、高原の全学連からの追放が発表された。

## 革労協現代社派系

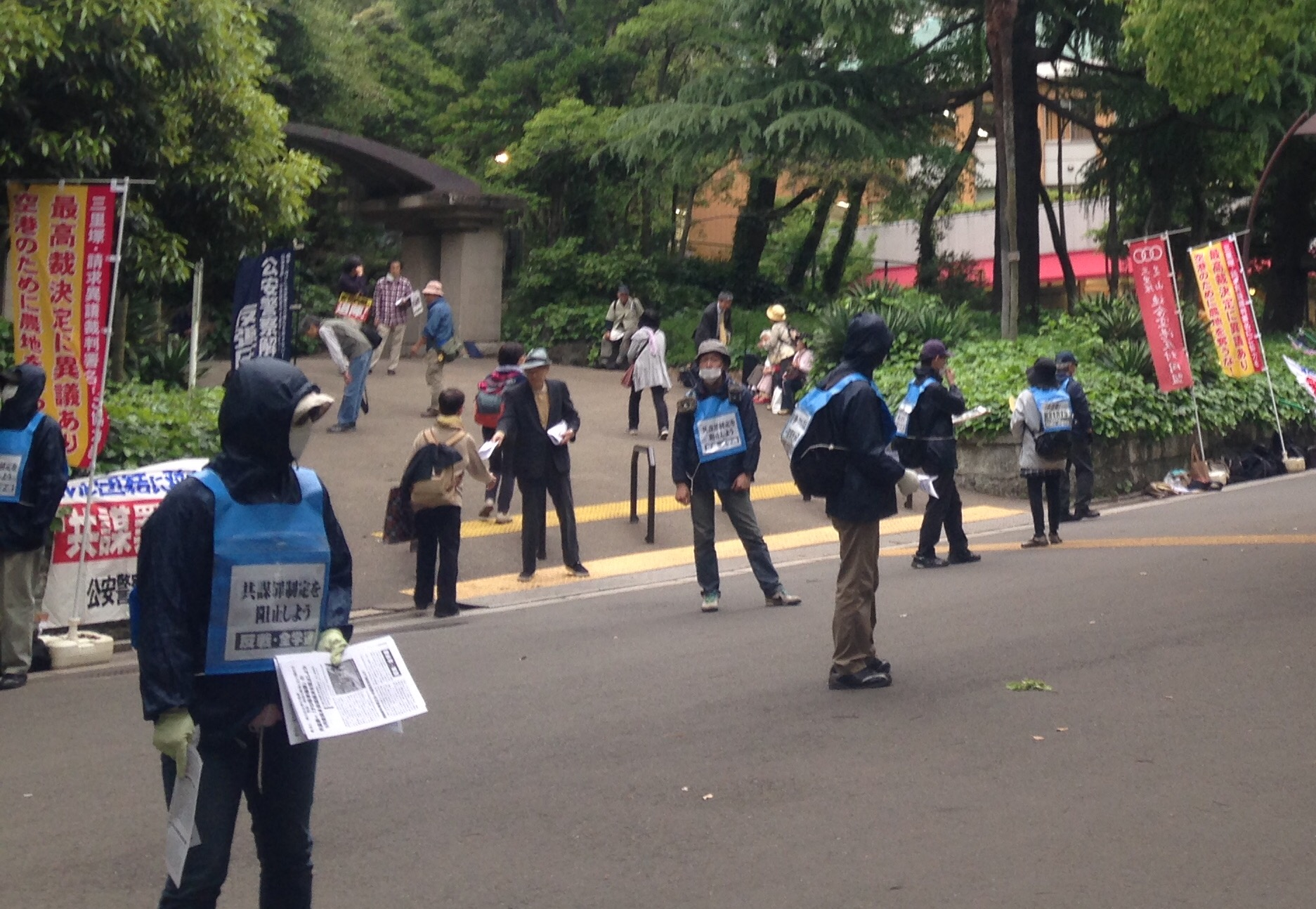
ビラを配布する現代社派全学連活動家

革労協現代社派系とされる全学連である。委員長は伍代和也。連絡先は杉並区下高井戸の教育学園ジャーナル社。
遅くとも2007年時点から2017年現在まで加盟する自治会は存在しないものの、以前に拠点校であった明治大学、九州大学で新歓を行っている。
スローガンは「反革命戦争とファシズムの危機を蜂起（革命戦争）に転化し、コミューン（ソビエト）権力を樹立せよ！」。「全学連は、ロシア革命と第二次世界大戦を経た現代世界において帝国主義のおこなう戦争を〈反革命戦争〉と把握し、プロレタリア国際主義のもとに、全世界労働者人民の共通の利害を突き出した反戦闘争を展開してきました。」とし、日本革命と武装革命を提唱し、「右翼・ファシスト」との闘争、「反革命革マル」の「せん滅」、「木元グループ」（赤砦社派）の「解体・根絶」などを主張している。

## 革労協赤砦社派系

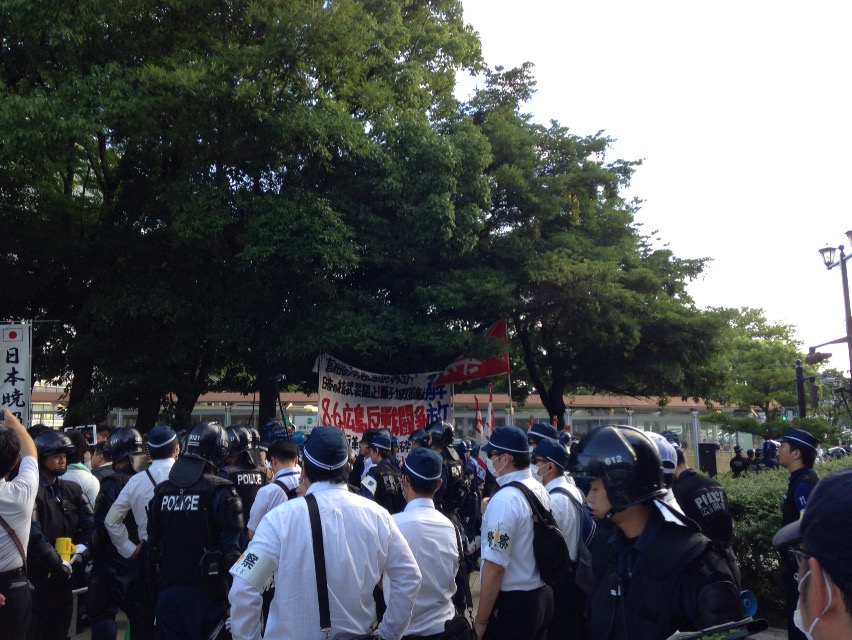
警察ともみ合う赤砦社派系全学連活動家

革労協赤砦社派系とされる全学連である。委員長は岡田清司。連絡先は台東区入谷の赤砦社。全学連を名乗る組織の中で唯一公式ホームページを持っていない。
遅くとも2007年時点から2017年現在まで加盟する自治会は存在しないものの、東北大学、福井大学、徳島大学、九州大学、沖縄大学で新歓を行っている。
2011年時点では拠点校・自治会に明大Ⅰ部経営・Ⅱ部駿台文、京大経・文があった。千葉大学、宇都宮大学、明治大学、駒澤大学、東北大学、福井大学、関西大学、徳島大学、九州大学のサークルに対する活動が確認されている。
長年にわたり影響下にあった徳島大学の新聞会が2015年に大学側より廃部を宣告され、部室が閉鎖されてしまうなど運動的にはやや後退している。
2011年には、上部団体の機関誌『解放』において加盟自治会・サークルが大学当局・警察からの締め付けの強化に苦しんでいることが報告された。この年、明治大学では学生会中執・学苑会中執が公認停止、宇都宮大学・東北大学で危険団体として当局からの注意呼びかけ、千葉大学・駒澤大学では非公認団体であるとして新歓規制、九大伊都キャンパスでは自治会への便宜供与の縮小などが行われたとされる。

## 影響

### 全学連を主題にした作品
- 50年問題から6全協に至る「学生運動の暗黒期」を素材とした小説として、高橋和巳『憂鬱なる党派』『日本の悪霊』、柴田翔『されどわれらが日々――』、真継伸彦『光る声』などがある[56]。
- 吉本隆明の『擬制の終焉』では、60年安保の思想的総括が試みられている[57]。
- 稲沢潤子の『冬草の萌え』には、60年安保のときのお茶の水女子大学を舞台にして、学生運動の動きがたどられている。